# 구글 크롬 프레임
구글 크롬 프레임(Google Chrome Frame)은 인터넷 익스플로러용으로 설계된 플러그인으로, 오픈 소스 크로미엄 프로젝트에 기반을 둔다. 이 프로젝트의 첫 생일인 2010년 9월 안정화되었다. 2013년 6월 1일 구글은 크롬 프레임을 퇴출시킬 것이며 2014년 1월에 이 플러그인의 지원과 업데이트를 중단할 것임을 발표하였으며 2014년 2월 25일 이 플러그인의 지원과 업데이트를 중단했다.
이 플러그인은 인터넷 익스플로러 6, 7, 8, 9와 함께 동작한다 웹키트 레이아웃 엔진과 V8 자바스크립트 엔진의 구글 크롬 버전으로 인터넷 익스플로러에 웹 문서를 보여주도록 되어 있다. 컴퓨터월드의 테스트에 따르면 자바스크립트 코드는 인터넷 익스플로러 8의 플러그인으로 10배 더 빨라졌다.
HTML5를 요구하는 구글 웨이브 (현재의 아파치 웨이브)가 인터넷 익스플로러에서 기능할 수 있게 하기 위해 구글 크롬 프레임의 개발이 요구되었다.
비 관리자 크롬 프레임을 지원하는 최초의 안정판은 2011년 8월 30일에 출시되었다. 새로운 크롬 프레임 설치 프로그램은 기본적으로 관리자 권한으로 실행되며 사용자가 컴퓨터에 필요한 권한을 갖고 있지 않으면 비 관리자 모드로 전환된다.

## 이용
웹 개발자가 웹 페이지에 다음의 코드를 추가하면 웹사이트가 플러그인을 사용할지 결정할 수 있다:
```
<
meta
 
http-equiv
=
"X-UA-Compatible"
 
content
=
"chrome=1"
 
/>

```

이를 통해 크롬 프레임을 설치한 사용자가 별도의 변경 사항 없이 크롬 프레임에서 페이지를 렌더링하도록 처리한다.